# Dum-Dum (album)
Dum-Dum è stato il primo album studio della rock band scozzese The Vaselines solo in versione LP. È stato registrato presso la Camera Studios di Edimburgo tra dicembre del 1988 e gennaio del 1989. L'album è stato prodotto dalla stessa band e Jamie Watson, che ha anche costruito le sessioni.

## Tracklist
1. "Sex Sux (Amen)"
2. "Slushy"
3. "Monsterpussy"
4. "Teenage Superstar"
5. "No Hope"
6. "Oliver Twisted"
7. "The Day I Was a Horse"
8. "Dum-Dum"
9. "Hairy"
10. "Lovecraft"